# Hydaticus leander
Hydaticus leander é uma espécie de insetos coleópteros pertencente à família Dytiscidae.
A autoridade científica da espécie é Rossi, tendo sido descrita no ano de 1790.
Trata-se de uma espécie presente no território português.